# Kamasi Washington

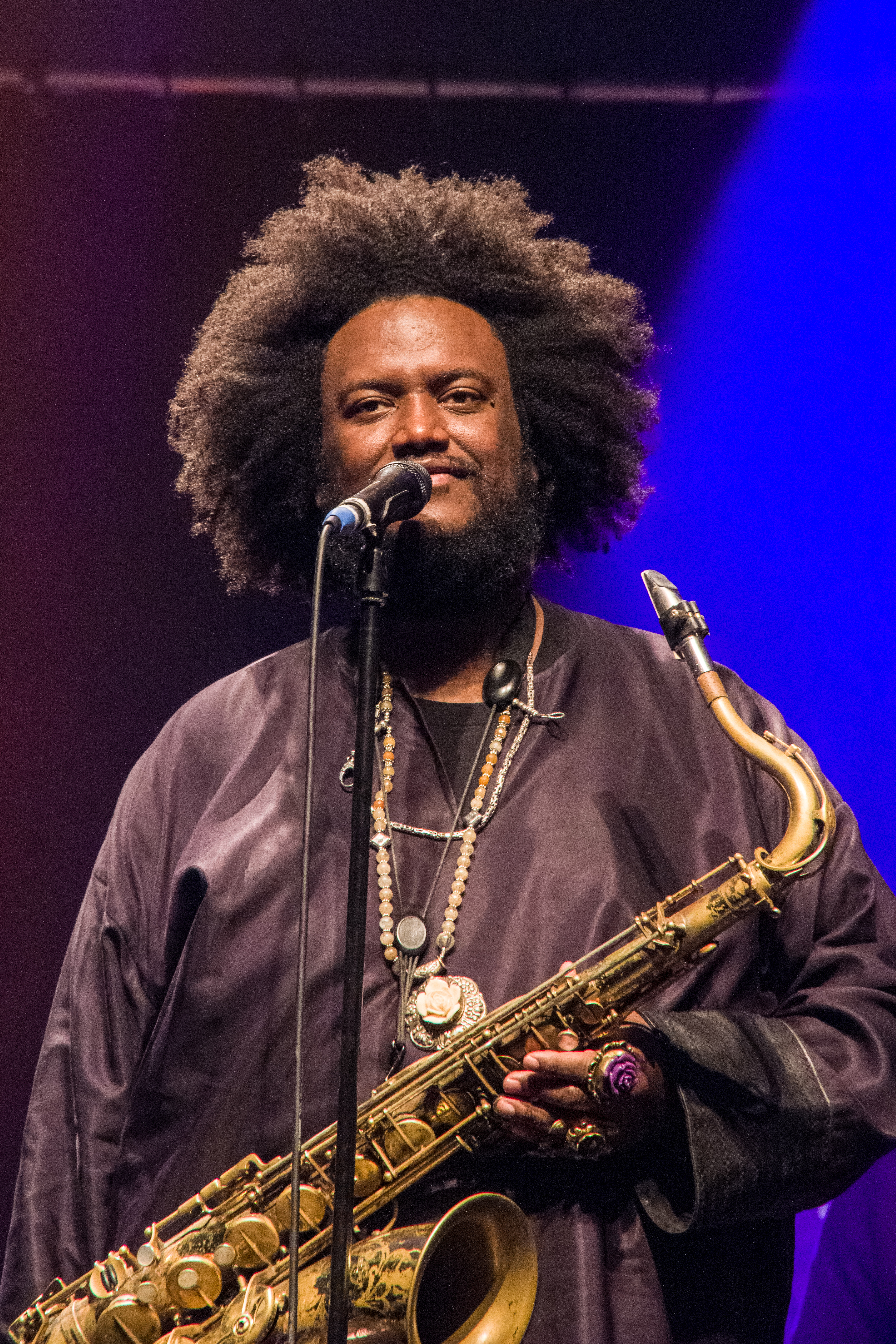
Kamasi Washington, 2019

Kamasi Washington (* 18. Februar 1981 in Los Angeles) ist ein US-amerikanischer Tenorsaxophonist. Er ist überwiegend im Jazz, aber auch in anderen Genres tätig und wirkt als Sideman und Arrangeur.

## Leben
Kamasi Washington, der Sohn des Saxophonisten Rickey Washington, wuchs im kalifornischen Inglewood auf. Im Alter von 13 Jahren entschied er sich für das Saxophon, nachdem er zuvor bereits mehrere andere Instrumente gespielt hatte. Nach dem Besuch der Hamilton High School Academy of Performing Arts studierte er Musikethnologie an der University of California in Los Angeles. Dort spielte er gemeinsam mit seinem Kindheitsfreund Stephen „Thundercat“ Bruner (Bass), dessen Bruder Ronald Bruner Jr. (Schlagzeug) und Cameron Graves (Piano) in der Jazzformation Young Jazz Giants, die im Jahr 2004 ein ebenso betiteltes Album veröffentlichte.
In den folgenden Jahren veröffentlichte Washington regelmäßig Musik im Selbstverlag und machte sich als Sideman in der Musikszene von Los Angeles einen Namen; so gehörte er zum Pan Afrikan Peoples Arkestra. Als Saxophonist ist er unter anderem auf Veröffentlichungen von Gerald Wilson und Harvey Mason zu hören; daneben spielte er auch mit McCoy Tyner, Raphael Saadiq, George Duke und tourte mit Snoop Dogg. Gemeinsam mit Thundercat spielte er im Jahr 2014 auf dem Album You’re Dead! von Flying Lotus und wenige Monate später auf Kendrick Lamars To Pimp a Butterfly, zu dem er auch Streicherarrangements beisteuerte.

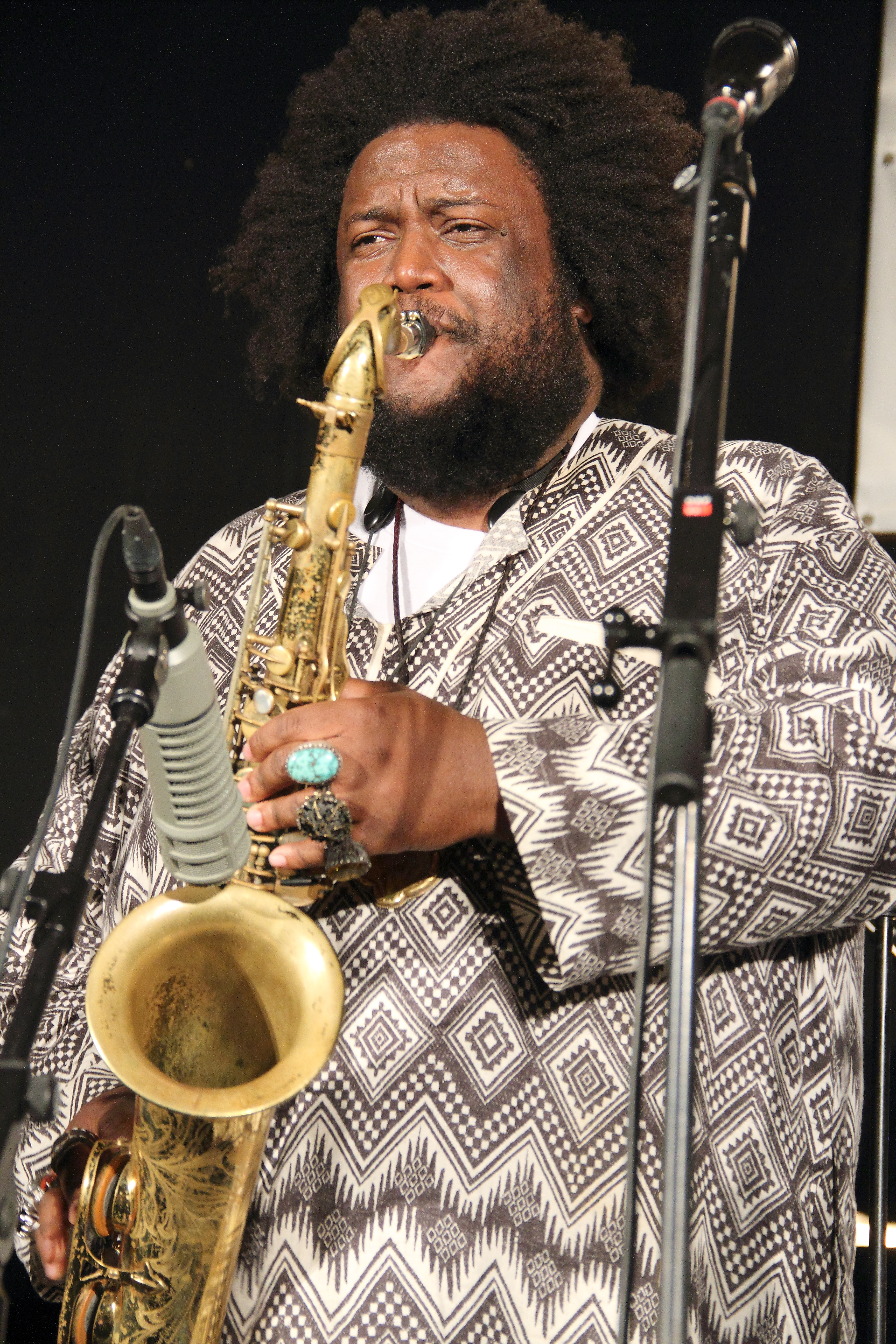
Washington auf dem INNtöne Jazzfestival 2018

Im Mai 2015 erschien Washingtons Debütalbum als Bandleader auf dem Flying-Lotus-Label Brainfeeder. Das Dreifachalbum The Epic ist fast drei Stunden lang und wird von einer zehnköpfigen Band, einem 32-köpfigen Orchester und einem zehnköpfigen Chor gespielt. Neben zahlreichen Eigenkompositionen interpretiert Washington auch den Jazzstandard Cherokee und Claude Debussys Clair de Lune. In der Band, die zwei Bassisten und zwei Schlagzeuger umfasst, sind erneut Thundercat und sein Bruder Ronald Bruner Jr. zu hören. Auf der 2017 erschienenen EP Harmony of Difference beschäftigt er sich mit dem Kontrapunkt. Das Album entstand als Teil des Multimediaprojektes Whitney Museum of American Art 2017 Biennial mit einem Film von A.G. Rojas und Gemälden seiner Schwester Amani Washington.
Neben seinen Projekten als Bandleader und Feature-Künstler ist Kamasi Washington Teil zweier Bands. Seit 2012 ist Washington Teil der Avantgarde-Punk-Band Throttle Elevator Music. Im Sommer 2020 veröffentlichte er zudem ein Album mit Dinner Party, einer „Supergroup der Neo-Jazz- und HipHop-Musiker [Kamasi Washington, Robert Glasper, Terrace Martin und 9th Wonder]“ (ByteFM).
Washington nennt Jazz-Klassiker wie John Coltrane, Charlie Parker und Wayne Shorter als wichtige Einflüsse, drückt aber gleichzeitig die Hoffnung aus, dass seine Musik wie die von Kendrick Lamar, Flying Lotus und Thundercat dem Jazz neue Türen öffnen könne.

## Diskografische Hinweise
unter eigenem Namen
- The Epic[11] (2015),[12]
- Harmony of Difference (2017)[13]
- Heaven and Earth (2018)
- The Choice (2021)
- Fearless Movement (2024)

als Sideman
- Young Jazz Giants: Young Jazz Giants (2004)
- Gerald Wilson: In My Time (2005)
- Harvey Mason: Chameleon (2014)
- Flying Lotus: You’re Dead! (2014)
- Kendrick Lamar: To Pimp a Butterfly (2015)
- Ryan Porter & the West Coast Get Down: Live at New Morning, Paris (2020)

Kompilationsbeiträge
- My Friend of Misery auf The Metallica Blacklist (2021)
- Floating Points, Kamasi Washington & Bonobo: Lazarus Soundtrack (Milan/SONY, 2025)

## Belege
1. ↑  Programm Jazzvespers All Saints Church (Memento vom 4. März 2016 im Internet Archive; PDF)
2. 1 2  allmusic.com abgerufen am 5. Mai 2015.
3. 1 2 3  Chris Barton: Kamasi Washington expands jazz’s boundaries on new album The Epic. In: Los Angeles Times, 4. Mai 2015; abgerufen am 5. Mai 2015.
4. ↑  Patrick Jarenwattananon: First Listen: Kamasi Washington, The Epic. National Public Radio, 26. April 2015; abgerufen am 5. Mai 2015.
5. ↑  Jeff Weiss: An Inglewood Saxophonist Might Have Made the Best Jazz Record of the Year. LA Weekly, 29. April 2015; abgerufen am 5. Mai 2015.
6. ↑  Booklet zur CD.
7. ↑  Throttle Elevator Music. Abgerufen am 11. Juli 2020 (amerikanisches Englisch).
8. ↑  Terrace Martin, Kamasi Washington, Robert Glasper und 9th Wonder laden ein zur „Dinner Party“ – ByteFM. In: ByteFM Blog – News und Rezensionen aus unserer Redaktion. 10. Juli 2020, abgerufen am 11. Juli 2020 (deutsch).
9. ↑  Chartquellen: Deutschland / AT / Schweiz / UK / US.
10. ↑  Auszeichnungen: DE (Jazz-Award).
11. ↑  kamasiwashington.bandcamp.com
12. ↑  Michael Rüsenberg Besprechung
13. ↑  Adrian Kreye: Die Macht des Kontrapunktes Süddeutsche Zeitung, 11. Oktober 2017.

| Personendaten    | Personendaten                              |
| ---------------- | ------------------------------------------ |
| NAME             | Washington, Kamasi                         |
| KURZBESCHREIBUNG | amerikanischer Jazzmusiker (Tenorsaxophon) |
| GEBURTSDATUM     | 18. Februar 1981                           |
| GEBURTSORT       | Los Angeles, Kalifornien, USA              |